# Vila de Ala
Vila de Ala es una freguesia portuguesa del municipio de Mogadouro, que cuenta con 26,52 km² de superficie y 359 habitantes (2001). Su densidad de población es de 13,5 hab/km².